# Путујуће позориште Шопаловић
Путујуће позориште Шопаловић је југословенски ТВ филм из 1986. године. Режирао га је Дејан Мијач а сценарио је написао Љубомир Симовић.

## Улоге
| Глумац                | Улога              |
| --------------------- | ------------------ |
| Јасмина Аврамовић     | Софија Суботић     |
| Бранко Цвејић         | Мајцен             |
| Ђурђија Цветић        | Јелисавета Протић  |
| Милан Лане Гутовић    | Филип Трнавац      |
| Михаило Миша Јанкетић | Благоје Бабић      |
| Љиљана Међеши         | Симка              |
| Мило Мирановић        | Милун              |
| Гордана Павлов        | Дара               |
| Бранка Петрић         | Гина               |
| Гојко Шантић          | Дробац             |
| Милена Вујисић        | Томанија           |
| Милош Жутић           | Василије Шопаловић |